# Карпентер-Пик
Карпентер-Пик (англ. Carpenter Peak) — горная вершина высотой в 2182 метра, наивысшая точка в парка Роксборо. Пик назван по имени одного из первопоселенцев в области Роксборо, Юлиуса Карпентера (англ. Julius Carpenter).
Трек на Карпентер-Пик является аффилированной частью огромного маршрута American Discovery Trail. Протяжённость тропы составляет чуть более 10 километров по очень простому ландшафту. С вершины открывается обзор на весь парк Роксборо.